# Повалихинское сельское поселение
Повали́хинское се́льское поселе́ние — муниципальное образование в составе Чухломского района Костромской области России.
Административный центр — деревня Повалихино.

## История
Повалихинское сельское поселение образовано 30 декабря 2004 года в соответствии с Законом Костромской области № 237-ЗКО, установлены статус и границы муниципального образования.
22 июня 2010 года в соответствии с Законом Костромской области № 626-4-ЗКО в состав Повалихинского сельского поселения включено упразднённое Краснонивское сельское поселение.
Это бывший Валуевский стан, а позже волость. В 1615 г. в состав этой волости входили деревни Воропаево, Свининкино, Кичигино, Савино, Костылево, Баскаково, Одинцово, Смотрино, Андреево, Сидорово и др..
Административно-религиозным центром волости было село Валуево на реке Воче. В 1802 г. в селе на месте деревянной Воскресенской церкви помещица Елизавета Федоровна Готовцева построила каменную Воскресенскую церковь с деревянной колокольней.
Погост Софья-Валуево на реке Возеге. На нем стояло две церкви — мученицы Софьи и Воскресения Христова.
На месте Софийской церкви в 1815 г. была построена каменная церковь.
Деревня Повалихино. В 1830 г. вместе с соседними деревнями Архарово, Титово, Новинское и др. входила в вотчину Павла Ивановича Голохвастова. Центр вотчины находился в сельце Новинское. В XVIII веке новинская вотчина принадлежала боярину Степану Андреевичу Колычеву, сподвижнику Петра I, который назначил его герольдмейстером. Сын С.А.Колычева С.С.Колычев был замешан в заговоре Лопухина против Петра I.
Колычев дал деревни в приданое за дочерью П.М.Нелюбову, а тот отдал деревни своей дочери Анне Петровне, в замужестве Половиной. Она же продала их Ивану Мартыновичу Голохвастову, сын которого Павел Иванович был женат на Елизавете Алексеевне Яковлевой, сестре Ивана Алексеевича Яковлева, незаконнорожденным сыном которого был А. И. Герцен.
Погост Вознесения на Высоке. Каменная Воскресенская церковь здесь построена в 1822 г. местной помещицей Елизаветой Михайловной Шиповой. Как описывает ее писатель Н.П.Макаров «это была пронырливая гениальная интриганка, прозванная «чухломской султаншей», ездившая в старинном дормезе с форейтором и имевшая около тысячи крепостных».
Село Лаврентьевское. Оно имело и другое название Гора. В 1622 г. село с деревнями было дано в поместье Григорию Ивановичу Майкову, как записано в жалованной грамоте «за Московское сидение в королевичев приход». Чухломской боярский сын Г.И.Майков участвовал в обороне Москвы от поляков, когда поляки со своим королевичем Владиславом подступили к Москве.
В роду Майковых Лаврентьевское находилось до конца XIX века. В последнее время село было у И.Е.Кузьмина, женившегося на Майковой. В усадьбе Лаврентьевское — 2-х этажный барский дом, пруды с островками на них, парк. Каменная Рождественская церковь в селе построена в 1838 г.. Троицкая церковь более ранней постройки.
Село Озорниково имело и другое название — Богородское по имени стоявшей здесь церкви. На месте старинной деревянной Богородской церкви в 1824 г. построена каменная церковь.
Деревни Смотрино давно уже нет, на ее месте растет лес, а стояла она на дороге из деревни Крючково в Алешково. В 1698 г. жителей этой деревни заводчик Никита Демидов переселил для работы на свой Невьянский завод на Урале. Когда Никита Демидов работал оружейным мастером Преображенского полка, его способности оценил Петр I и отдал ему завод на Урале. Но Демидов, не будучи дворянином, покупать крестьян для работы на заводе не имел права. Он попросил своего хорошего знакомого генерала А.М. Головина, сподвижника Петра I и одного из основателей русской Петровской армии, купить крестьян в Чухломской осаде, в деревне Смотрино и для этой цели дал Головину 400 рублей.

Когда покупка была оформлена на имя Головина, Демидов крестьян деревни переселил на Урал, и деревня Смотрино запустела.
23 сентября 2020 года на выборах главы сельского поселения победила уборщица и депутат Собрания депутатов Чухломского муниципального района на непостоянной основе Марина Удгодская. Удгодская баллотировалась по предложению предыдущего главы Николая Локтева для вида конкуренции и в итоге победила. И Удгодская, и Локтев состоят в «Единой России». При этом газета «Аргументы и факты» ранее писала, что бывшая уборщица выдвигалась на выборы от Российской партии пенсионеров за социальную справедливость.
Выборы в Повалихино привлекли пристальное внимание как российской, так и мировой прессы.

## Население
| 2008 | 2010 | 2012 | 2013 | 2014 | 2015 | 2016 |
| ---- | ---- | ---- | ---- | ---- | ---- | ---- |
| 596  | ↘506 | ↘489 | ↘469 | ↘445 | ↘436 | ↘397 |
| 2017 | 2018 | 2019 | 2020 | 2021 |      |      |
| ↘386 | ↘382 | ↘364 | ↘348 | ↘271 |      |      |

## Состав сельского поселения
| №  | Населённый пункт | Тип населённого пункта          | Население |
| -- | ---------------- | ------------------------------- | --------- |
| 1  | Ассорино         | деревня                         | ↘1        |
| 2  | Большой Починок  | деревня                         | ↗42       |
| 3  | Венгино          | деревня                         | →0        |
| 4  | Вырыпаево        | деревня                         | →0        |
| 5  | Деменьково       | деревня                         | →0        |
| 6  | Калинино         | деревня                         | →0        |
| 7  | Коленково        | деревня                         | ↘3        |
| 8  | Красная Нива     | деревня                         | ↘35       |
| 9  | Крутица          | деревня                         | →0        |
| 10 | Лаврентьевское   | деревня                         | ↘21       |
| 11 | Мазалово         | деревня                         | ↗26       |
| 12 | Малая Святица    | деревня                         | ↘11       |
| 13 | Митюково         | деревня                         | →0        |
| 14 | Нестерово        | деревня                         | ↗27       |
| 15 | Одинцово         | деревня                         | ↘10       |
| 16 | Ожиганово        | деревня                         | →0        |
| 17 | Плотина          | посёлок                         | →19       |
| 18 | Повалихино       | деревня, административный центр | ↗239      |
| 19 | Погорелово       | деревня                         | →0        |
| 20 | Популино         | деревня                         | →0        |
| 21 | Сальково         | деревня                         | →0        |
| 22 | Серебряный Брод  | посёлок                         | ↗93       |
| 23 | Сиднево          | деревня                         | →0        |
| 24 | Слуда            | деревня                         | ↗1        |
| 25 | Стан             | деревня                         | ↗1        |
| 26 | Титово           | деревня                         | →8        |
| 27 | Фирюково         | деревня                         | →0        |
| 28 | Цилимово         | деревня                         | ↗7        |
| 29 | Юрьевское        | деревня                         | ↘4        |